# Reprezentacja Kolumbii w piłce wodnej mężczyzn
Reprezentacja Kolumbii w piłce wodnej mężczyzn – zespół, biorący udział w imieniu Kolumbii w meczach i sportowych imprezach międzynarodowych w piłce wodnej, powoływany przez selekcjonera, w którym mogą występować wyłącznie zawodnicy posiadający kolumbijskie obywatelstwo. Za jej funkcjonowanie odpowiedzialny jest Kolumbijski Związek Pływacki (FECNA), który jest członkiem Międzynarodowej Federacji Pływackiej.

## Historia
W 1946 reprezentacja Kolumbii rozegrała swój pierwszy oficjalny mecz na igrzyskach karaibskich.

## Udział w turniejach międzynarodowych

### Igrzyska olimpijskie
Reprezentacja Kolumbii żadnego razu nie występowała na Igrzyskach Olimpijskich.

### Mistrzostwa świata
Dotychczas reprezentacji Kolumbii jeden raz udało się awansować do finałów MŚ. Najwyższe osiągnięcie to 16. miejsce w 1975.

### Puchar świata
Kolumbia żadnego razu nie uczestniczyła w finałach Pucharu świata.

### Igrzyska panamerykańskie
Kolumbijskiej drużynie 7 razy udało się zakwalifikować na Igrzyska panamerykańskie. W 1999 i 2007 zajęła 5. miejsce.